# Friedrich von Redern
Friedrich von Redern (także: von Rödern, forma spolszczona: Fryderyk Redern, zm. 8 marca 1564 we Wrocławiu) – szlachcic z rodu Redernów, pierwszy przewodniczący Kamery Śląskiej, jeden z najważniejszych ministrów króla Ferdynanda I na Śląsku. Redern wspierał reformację, choć sam był szwenkfeldystą. Pieczętował się ośmioszprychowym kołem na błękitnym polu.
Fryderyk Redern pochodził ze starego śląskiego rodu szlacheckiego Redernów, był synem Christopha von Redern. W 1539 Fryderyk poślubił Salome, córkę Georga von Schönaich. W 1540 z tego małżeństwa urodziło się pierwsze z ośmiorga dzieci. W 1541 Fryderyk wraz z braćmi odziedziczyli majątki w Wyszonowicach po bezdzietnym wuju od strony ojca. Później dokupił inne posiadłości (między innymi Muchowiec). Kierował też zamkiem Grodziec.
Prawdopodobnie dobra opinia o Redernach jako wprawnych gospodarzach ziemskich i oparta na niej rekomendacja biskupa wrocławskiego Baltazara skłoniły króla Ferdynanda do mianowania Fryderyka komisarzem księstwa opolskiego. Najwidoczniej dostrzeżono także inne talenty u Rederna, gdyż w roku 1552 sprawował już nie tylko pieczę nad królewskimi dochodami księstwa opolskiego i raciborskiego, ale także został wysłany przez króla z misją dyplomatyczną do królowej Izabeli Jagiellonki, której przedstawił dochody obu księstw śląskich w tak korzystnym świetle, że ku wielkiej radości Ferdynanda, zgodziła się wymienić te śląskie ziemie na jej dziedzictwo siedmiogrodzkie. Jagiellonka po namyśle jednak zdanie zmieniła, więc Redern otrzymawszy nowe instrukcje ruszył do niej w 1553 i przedstawił nowe rachunki. Mimo iż cała transakcja miała swoje słabe strony, to była korzystna dla króla Ferdynanda, który sowicie wynagrodził Rederna za jego wkład w negocjacje. W ten sposób Fryderyk Redern w 1554 stał się posiadaczem kolejnych śląskich miast – Toszka i Pyskowic wraz z ich wyderkaufem przynoszącym całkiem sporą sumę.
Król Ferdynand I cały czas planował utworzenie nowego stanowiska realizującego jego interesy fiskalne we wszystkich częściach Śląska, ponieważ od śmierci króla Węgier Macieja Korwina w 1490 roku Śląsk znalazł się pod rządami państwa stanowego, na którego czele stał gubernator wybierany spośród książąt śląskich. Jasne było, że w tej sytuacji partykularne interesy finansowe Ferdynanda nie były odpowiednio chronione, zwłaszcza przy jego ciągłych kłopotach finansowych. Powierzając zwierzchnictwo nad prowincją osobie wskazanej przez biskupów wrocławskich, oczekiwał w zamian wdzięczności za wsparcie, jakiego udzielił im suweren. Lecz biskup Baltazar zawiódł oczekiwania króla, zwłaszcza kiedy w 1553 roku nie przeszkodził książętom i innym stanom, którzy stosując wątpliwe metody obrachunkowe pomniejszyli wartości rocznej sumy przyznawanej królowi o prawie jedną trzecią. Wówczas król szybko postanowił powierzyć jego interesy specjalnemu urzędnikowi. Fryderyk Redern został wysłany na Śląsk jako Witztum z roczną pensją 700 talarów, któremu przyznano zarówno mieszkanie, jak i oficjalną siedzibę w dawnym zamku królewskim we Wrocławiu (na miejscu którego później wybudowano uniwersytet). Redern doskonale wiedział, w jakim celu został tam wysłany, więc bezceremonialnie rozpoczął pracę nad odzyskaniem królewskich regaliów, nawet tam, gdzie z biegiem lat wpływy króla mocno osłabły, przywracał je dla króla i po cichu przekształcał lenna w alody. W wielu miejscowościach podawał w wątpliwość zmienione tam w dobrej wierze prawa, kwestionował je i żądał potwierdzenia ich w dokumentach, z drugiej strony równie często używał praw, które dawno już wyszły z użycia. Z takich praktyk niewykluczone były nawet tak potężne i samodzielne miasta jak Wrocław, które do tej pory mogły sobie pozwolić na pewne przywileje i tradycyjne rozumienie prawa, zwłaszcza handlowe i celne. Włodarze miast wrogo spoglądali na autora tych wszystkich innowacji, podczas gdy on władczo i wyzywająco odmawiał królewskiej ochrony wszelkim kontrpomysłom. Wydawało się, że wracają czasy niesławnego Georga von Steina pod rządami króla Macieja Korwina.

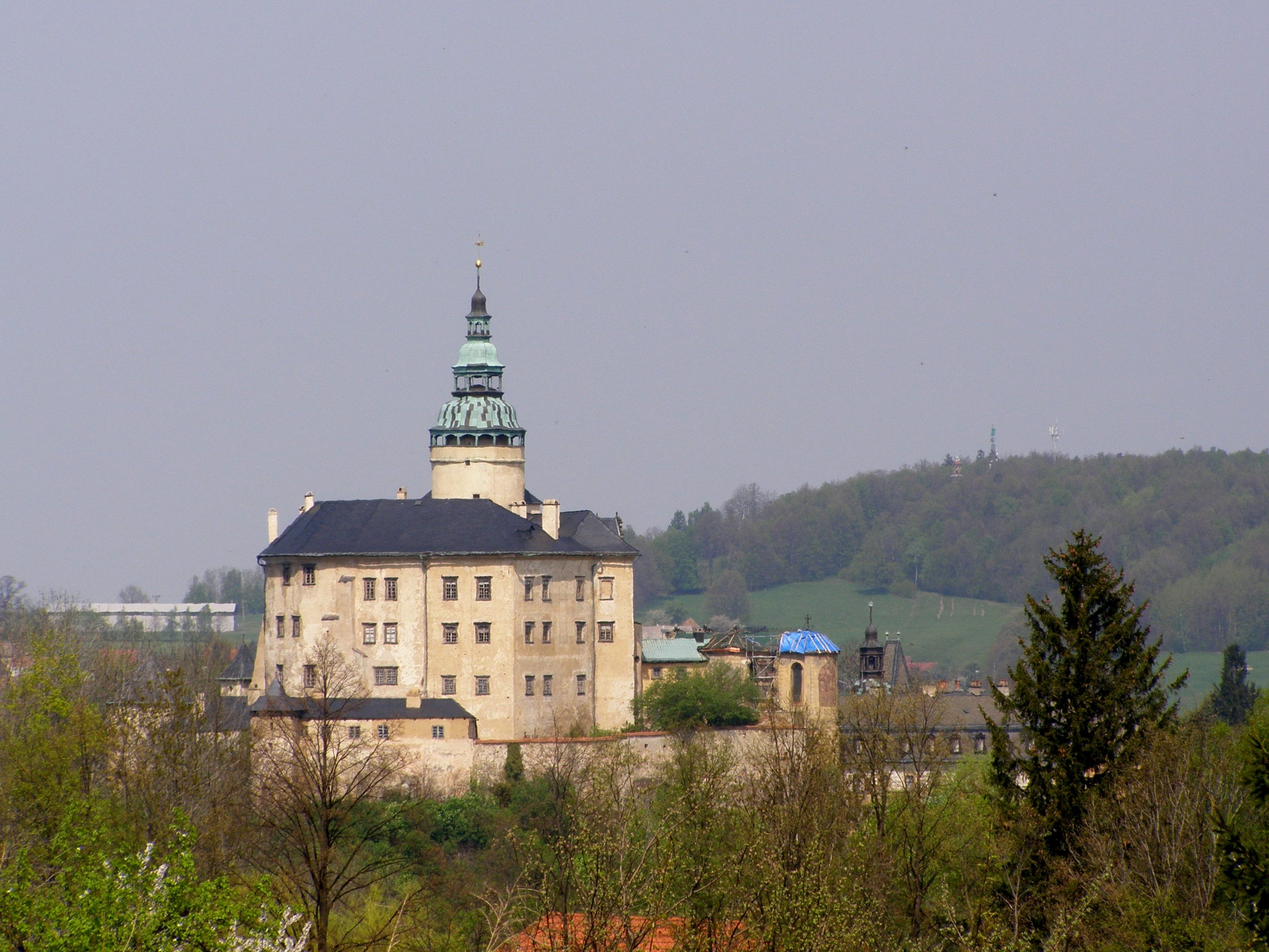
Zamek Frýdlant, którego właścicielem od 1558 roku stał się Fryderyk Redern

Król Ferdynand był bardzo zadowolony z działalności swojego Witztuma i w 1557 po konsultacjach ze swoim synem arcyksięciem Ferdynandem postanowił rozbudować urząd, który piastował Redern do rangi realnej władzy i powołać specjalną Kamerę Śląską obok Kamery Czeskiej. Izbę taką utworzono już w 1558 roku z Fryderykiem Redernem na czele.
Za zaangażowanie Rederna król Ferdynand w 1558 przekazał mu za sumę 40 tys. talarów dobra podlegające pod Frýdlant razem z miastami Zawidów w Górnych Łużycach i Liberec w Czechach pozostawione po bezpotomnej śmierci przez Bibersteina. Natychmiast po objęciu władzy w tych posiadłościach zmienił zgodnie z maksymą „cuius regio, eius religio“ wszystkie kościoły na kościoły protestanckie. Tylko mariański kościół pielgrzymkowy w Hejnicach nie mógł być przemieniony ze względu na liczne pielgrzymki z okolicznych katolickich miejscowości. Został więc zamknięty. Pomimo tego, wraz z przyjściem Redernów rozpoczął się okres rozkwitu gospodarczego, rzemiosł, a przede wszystkim płóciennictwa, założonych zostało kilka wsi. Po bitwie pod Białą Górą jego wnuka ogłoszono zdrajcą majestatu, a wszystkie te posiadłości zostały skonfiskowane i odebrane.
Fryderyk Redern zmarł śmiercią nagłą 8 marca 1564 roku na zamku królewskim we Wrocławiu.